# Devaloka

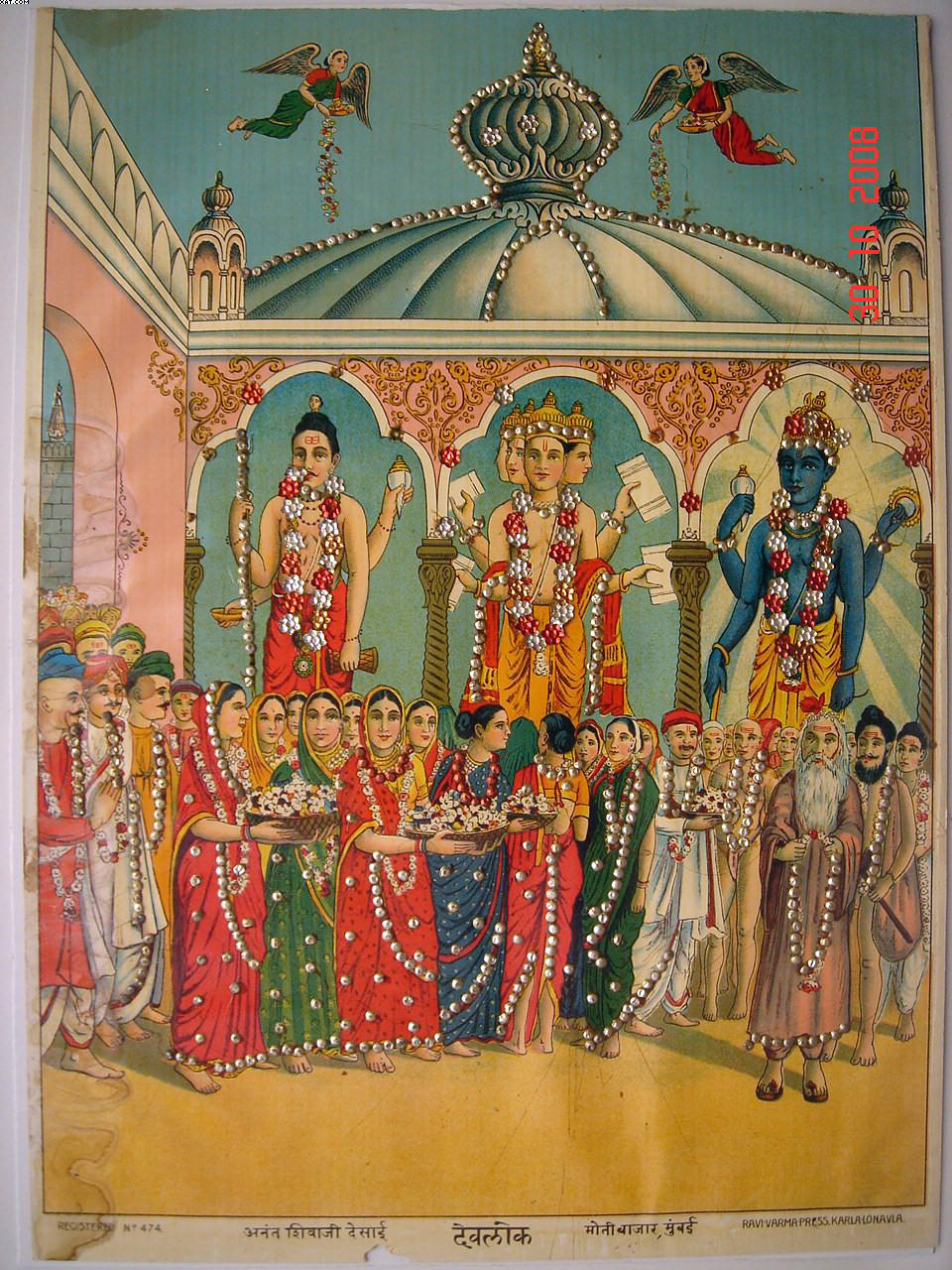
Devaloka, una stampa devozionale di Ravi Varma Press. Il dio Brama è visibile al centro.

Nelle religioni indiane, un devaloka o deva loka (in sanscrito देवलोक) è un piano di esistenza (loka) abitato dagli dei e dai deva. I deva loka sono solitamente descritti come luoghi di luce e bontà eterna, simili al concetto di Paradiso. Gli insegnanti di diverse denominazioni indù possono chiamare tali case degli dei con altri nomi, incluso Svarga, ognuno diverso per aspetti non fondamentali.

## Induismo
Le credenze indù sono vaste e diverse, e quindi l'induismo viene spesso definito una famiglia di religioni piuttosto che una singola religione. Pertanto, il devaloka è considerato da molte sette indù come un punto di sosta verso la destinazione finale di un paradiso eterno. Questi piani superiori includono Viṣṇuloka (Vaikuṇṭha), Brahmaloka (Satyaloka) e Śivaloka (Kailash), luoghi di unione con Visnù, Brahmā e Siva. All'interno delle tradizioni indù, un Devaloka è inteso sia come un piano di esistenza temporaneo dovuto al proprio buon karma, sia come un piano di esistenza permanente che viene raggiunto quando si è sufficientemente in sintonia con la luce e il bene. All'interno delle tradizioni indù in cui devaloka è inteso come temporaneo, si deve tornare a una vita sulla Terra per diventare migliori e imparare di più e quindi raggiungere la liberazione (mokṣa). Quando si ottiene il mokṣa, qualsiasi altra vita diventa superflua e non si torna sulla Terra.

## Buddismo
Nel buddismo, un deva loka è una dimora dei deva buddisti. I mondi dei deva differiscono notevolmente l'uno dall'altro a seconda della natura dei loro abitanti.

## Teosofia
Nella moderna teosofia, si adopera il termine devachan per indicare lo stesso concetto, cioè un piano di esistenza corrispondente al manas-buddhi, o dimensione mentale superiore (piano causale), dove sostano a lungo le anime dopo essersi purificate dalle passioni inferiori nel kamaloka, prima di reincarnarsi nuovamente in una prossima vita. A differenza del nirvana (dove cessa definitivamente il ciclo di rinascite), si tratta dunque di uno stato temporaneo, benché prolungato.